# Jungermannia amoena
Jungermannia amoena là một loài Rêu trong họ Jungermanniaceae. Loài này được Lindenb. & Gottsche mô tả khoa học đầu tiên năm 1847.